# Cumbraos (Mesía)
Cumbraos (llamada oficialmente Santa María de Cumbraos) es una parroquia del municipio de Mesía, en la provincia de La Coruña, Galicia, España.

## Entidades de población
Entidades de población que forman parte de la parroquia:
- A Cabra
- A Granxa
- A Iglesia (A Igrexa)
- A Porta das Matas
- A Verea (A Brea)
- Castiñeiras
- Fachas
- Fonte Fría
- Montouto
- Os Carballás
- O Castrallón
- O Maruzo
- O Mesón de Varela
- O Piñeiro

## Demografía
| Gráfica de evolución demográfica de Cumbraos entre 2000 y 2018 |
|                                                                |
| Población de derecho según el padrón municipal del INE         |